# Camden (villa)
Camden es una villa ubicada en el condado de Oneida en el estado estadounidense de Nueva York. En el año 2000 tenía una población de 2,330 habitantes y una densidad poblacional de 398 personas por km².

## Geografía
Camden se encuentra ubicada en las coordenadas 43°20′17″N 75°44′46″O / 43.33806, -75.74611.

## Demografía
Según la Oficina del Censo en 2000 los ingresos medios por hogar en la localidad eran de $30,767, y los ingresos medios por familia eran $39,063. Los hombres tenían unos ingresos medios de $31,736 frente a los $20,625 para las mujeres. La renta per cápita para la localidad era de $17,303. Alrededor del 13.5% de la población estaban por debajo del umbral de pobreza.